# Saison 9 de Nouvelle Star
 (janvier 2024).
Si vous disposez d'ouvrages ou d'articles de référence ou si vous connaissez des sites web de qualité traitant du thème abordé ici, merci de compléter l'article en donnant les références utiles à sa vérifiabilité et en les liant à la section « Notes et références ».
En pratique : Quelles sources sont attendues ? Comment ajouter mes sources ?
 (janvier 2024).
- Si vous ne connaissez pas le sujet, laissez ce bandeau (vous pouvez alors contacter les auteurs).
- Si vous supprimez le contenu mis en cause (vous pouvez préalablement contacter les auteurs),

argumentez précisément cette suppression dans la page de discussion
(un manque de référence n'est pas un argument ; une recherche réelle de référence doit avoir été effectuée, être formellement documentée).
La neuvième saison de Nouvelle Star, émission française de téléréalité musicale, a été diffusée sur D8 et sur Plug RTL du mardi 11 décembre 2012 au mardi 26 février 2013. Chaque émission est rediffusée le dimanche suivant à 20 h 50 sur D17. Cette saison a eu lieu à la suite du rachat des droits du programme par le Groupe Canal+ au mois de juillet 2012.
Cette saison a été remportée par Sophie-Tith.

## Nouveautés
De nombreux changements ont lieu dans l'émission :
- Cyril Hanouna devient le présentateur de l'émission. D'autre part, l'émission diffusée après les primes, Nouvelle Star, ça continue..., est désormais présentée par Enora Malagré.
- un nouveau jury est constitué pour la 9e édition : André Manoukian conserve son rôle de juré et Sinclair revient[1]. Maurane et Olivier Bas les accompagnent pour la première fois.
- les candidats retenus pour le théâtre assistent en spectateurs au passage de leurs camarades pour la première « épreuve des lignes ». De plus, le jury émet son verdict immédiatement après les prestations des candidats de chaque ligne.
- pour la deuxième épreuve des trios, les candidats doivent pour la première fois constituer eux-mêmes leurs trios, par affinités ou tonalités. La mixité est plus présente cette année au sein des groupes et chaque trio doit choisir un nom de scène pour cette étape.
- ce ne sont pas 15 mais 10 candidats qui accèdent aux prime-times (comme lors des deux premières saisons de l’émission).
- les prime-times en direct se déroulent à partir du 15 janvier 2013 en direct dans un chapiteau situé à Issy-les-Moulineaux qui porte le nom de l'Arche Saint Germain, étant donné que le Pavillon Baltard est déjà loué pour l'hiver 2013.
- pour le premier prime le 15 janvier, 3 candidats sur 10 sont directement éliminés (2 par le jury et 1 par le public).
- Hélène Bohy (ex TSF), auteur-compositrice-arrangeuse, interprète notamment reconnue pour la qualité de ses albums de chansons pour enfants et coach vocale d’artistes reconnus (Tryo, M, Woodkid, Les Blaireaux, etc), intervient dans l'émission auprès des candidats pour les solos, lors des primes[2].

## Participants

### Présentation
- Cyril Hanouna
- Enora Malagré (Nouvelle Star, ça continue...)

### Jury
- André Manoukian
- Maurane
- Sinclair
- Olivier Bas

### Candidats
L'émission reste fidèle à la majeure partie des villes retenues lors des saisons précédentes mais se concentre sur trois villes principales : Lyon, Marseille et Paris (où les candidats de Belgique peuvent se présenter). Ces castings ont lieu du 18 septembre au 15 octobre 2012.
À l’issue de ceux-ci, 100 candidats sont retenus pour le théâtre. À la suite de l'« épreuve des lignes », 48 d'entre eux sont sélectionnés pour l'épreuve des trios.

#### Éliminatoires
Au total, 26 candidats (13 filles et 13 garçons) ont été sélectionnés à l'issue de l'épreuve des trios pour participer à la dernière épreuve du théâtre : l'épreuve des PBO[Quoi ?].
Au terme de cette dernière épreuve, le jury ne parvient pas à se mettre d'accord sur 10 noms et en conserve 16.
Pour départager les 16 derniers candidats, le jury leur demande de réinterpréter une chanson de leur choix a cappella ou avec instrument.
À la suite de cette épreuve le jury décide d'éliminer Elisa, Aurélia-Joy, Myriame, Clément, Cindy et Charles-Henry. Les 10 candidats pour les primes sont alors connus.

#### Les 10 finalistes
| Prénom      | Vrai nom                | Âge    | Profession                    | Ville de casting | % de votes bleus (bleus/rouges) | Statut                            | Réf(s). |
| ----------- | ----------------------- | ------ | ----------------------------- | ---------------- | ------------------------------- | --------------------------------- | ------- |
| Sophie-Tith | Sophie-Tith Charvet     | 16 ans | Lycéenne                      | Lyon             | 97% (58/2)                      | Gagnante le 26 février 2013       | [ 6 ]   |
| Florian     | Florian Bertonnier      | 19 ans | Étudiant en lettres modernes  | Paris            | 90% (54/6)                      | Finaliste le 26 février 2013      | [ 6 ]   |
| Philippe    | Philippe Krier          | 24 ans | Étudiant en management        | Paris            | 73% (32/12)                     | Demi-finaliste le 19 février 2013 | ,       |
| Flo         | Florian Devos           | 20 ans | Étudiant en histoire          | Paris            | 63% (20/12)                     | Éliminé le 12 février 2013        | ,       |
| Julie       | Julie Obré              | 24 ans | Étudiante en droit à Nanterre | Paris            | 92% (22/2)                      | Éliminée le 5 février 2013        | ,       |
| Paul        | Paul Kay                | 18 ans | Employé chez McDonald's       | Marseille        | 75% (12/4)                      | Éliminé le 29 janvier 2013        | ,       |
| Timothée    | Timothée Rossignol      | 25 ans | Étudiant à Sup de Co Reims    | Paris            | 38% (3/5)                       | Éliminé le 22 janvier 2013        | [ 15 ]  |
| Charlotte   | Charlotte Morgane Berry | 24 ans | Professeur de musique         | Lyon             | 100% (4/0)                      | Éliminées le 15 janvier 2013      | [ 16 ]  |
| Adélaïde    | Adélaïde Pratoussy      | 20 ans | Chanteuse                     | Paris            | 25% (1/3)                       | Éliminées le 15 janvier 2013      | [ 16 ]  |
| Léa         | Léa Addou               | 18 ans | Étudiante en droit            | Paris            | 75% (3/1)                       | Éliminées le 15 janvier 2013      | ,       |

## Primes

### Primeno1- 15 janvier 2013
Pour ce premier prime, les candidats sont répartis en deux groupes. Dans chaque groupe, le jury ne peut en garder que quatre.
| Candidat    | Chanson                  | Interprète original | Vote du jury | Vote du jury | Vote du jury | Vote du jury |
| ----------- | ------------------------ | ------------------- | ------------ | ------------ | ------------ | ------------ |
| Candidat    | Chanson                  | Interprète original | Sinclair     | Maurane      | Bas          | Manoukian    |
| 1er groupe  |                          |                     |              |              |              |              |
| Timothée    | Coups et Blessures       | BB Brunes           |              |              |              |              |
| Sophie-Tith | Allumer le feu           | Johnny Hallyday     |              |              |              |              |
| Paul        | Locked Out of Heaven     | Bruno Mars          |              |              |              |              |
| Léa         | Babooshka                | Kate Bush           |              |              |              |              |
| Flo         | Le Blues du businessman  | Claude Dubois       |              |              |              |              |
| 2d groupe   |                          |                     |              |              |              |              |
| Julie       | Seven Nation Army        | The White Stripes   |              |              |              |              |
| Florian     | Video Games              | Lana Del Rey        |              |              |              |              |
| Adélaïde    | Besoin de personne       | Véronique Sanson    |              |              |              |              |
| Philippe    | Le Poinçonneur des Lilas | Serge Gainsbourg    |              |              |              |              |
| Charlotte   | Skyfall                  | Adele               |              |              |              |              |

Chansons collectives
- Amy Winehouse, Rehab : Les dix candidats
- ABBA, Voulez-Vous : Les huit candidats qualifiés par le jury

État de la compétition
- Qualifiés : Flo • Sophie-Tith • Philippe • Timothée • Julie • Florian • Paul
- Éliminées :  Léa et Adélaïde (vote du jury) • Charlotte (vote du public)

### Primeno2- 22 janvier 2013
Les candidats ont dû choisir parmi deux titres proposés par la production la chanson qu'ils vont interpréter pour le direct[réf. nécessaire].
| Candidat    | Chanson                  | Interprète original | Vote du jury | Vote du jury | Vote du jury | Vote du jury | Autre chanson proposée par la production[réf. nécessaire] |
| ----------- | ------------------------ | ------------------- | ------------ | ------------ | ------------ | ------------ | --------------------------------------------------------- |
| Candidat    | Chanson                  | Interprète original | Sinclair     | Maurane      | Bas          | Manoukian    | Autre chanson proposée par la production[réf. nécessaire] |
| Julie       | La Rockeuse de diamants  | Catherine Lara      |              |              |              |              | Ohio de Isabelle Adjani                                   |
| Timothée    | No Surprises             | Radiohead           |              |              |              |              | Streets of Philadelphia de Bruce Springsteen              |
| Flo         | Gangnam Style            | Psy                 |              |              |              |              | Call Me Maybe de Carly Rae Jepsen                         |
| Paul        | Foule sentimentale       | Alain Souchon       |              |              |              |              | Nathalie de Gilbert Bécaud                                |
| Sophie-Tith | Nightcall                | Kavinsky            |              |              |              |              | Uprising de Muse                                          |
| Florian     | Holidays                 | Michel Polnareff    |              |              |              |              | La Dolce Vita de Christophe                               |
| Philippe    | Are You Gonna Be My Girl | Jet                 |              |              |              |              | Crazy in Love de Beyoncé                                  |

Chansons collectives
- Keedz, Stand on the Word : les 7 candidats
- Serge Gainsbourg & Brigitte Bardot, Bonnie and Clyde : Sophie-Tith • Florian
- Angus & Julia Stone, Big Jet Plane : Julie • Philippe
- Gaëtan Roussel, Help Myself : Flo • Paul • Timothée

État de la compétition
- Qualifiés : Flo • Paul • Philippe • Sophie-Tith • Florian • Julie
- Éliminé :  Timothée

### Primeno3- 29 janvier 2013
Les candidats interprètent deux chansons, l'une en français, l'autre en anglais.
| Candidat    | Chanson                   | Interprète original | Vote du jury | Vote du jury | Vote du jury | Vote du jury | Total |
| ----------- | ------------------------- | ------------------- | ------------ | ------------ | ------------ | ------------ | ----- |
| Candidat    | Chanson                   | Interprète original | Sinclair     | Maurane      | Bas          | Manoukian    | Total |
| Paul        | Part-Time Lover           | Stevie Wonder       |              |              |              |              | 5/8   |
| Paul        | Un homme extraordinaire   | Les Innocents       |              |              |              |              | 5/8   |
| Flo         | My Song of You            | Laurent Voulzy      |              |              |              |              | 6/8   |
| Flo         | Somebody Told Me          | The Killers         |              |              |              |              | 6/8   |
| Julie       | C'est beau la bourgeoisie | Discobitch          |              |              |              |              | 8/8   |
| Julie       | Woman                     | Neneh Cherry        |              |              |              |              | 8/8   |
| Philippe    | Trouble                   | Coldplay            |              |              |              |              | 5/8   |
| Philippe    | Argent trop cher          | Téléphone           |              |              |              |              | 5/8   |
| Sophie-Tith | Raise Your Glass          | Pink                |              |              |              |              | 8/8   |
| Sophie-Tith | Michèle                   | Gérard Lenorman     |              |              |              |              | 8/8   |
| Florian     | Le Pont Mirabeau          | Marc Lavoine        |              |              |              |              | 8/8   |
| Florian     | We Are Young              | Fun.                |              |              |              |              | 8/8   |

Chansons collectives
- George Harrison, I've Got My Mind Set on You : les 6 candidats[réf. souhaitée]
- MGMT, Time to Pretend : les 6 candidats[réf. souhaitée]

État de la compétition
- Qualifiés : Florian • Julie • Sophie-Tith • Flo • Philippe
- Éliminé : Paul

### Primeno4- 5 février 2013
| Candidat    | Chanson                | Interprète original    | Vote du jury | Vote du jury | Vote du jury | Vote du jury | Total |
| ----------- | ---------------------- | ---------------------- | ------------ | ------------ | ------------ | ------------ | ----- |
| Candidat    | Chanson                | Interprète original    | Sinclair     | Maurane      | Bas          | Manoukian    | Total |
| Julie       | On The Radio           | Donna Summer           |              |              |              |              | 7/8   |
| Julie       | Si, maman, si          | France Gall            |              |              |              |              | 7/8   |
| Philippe    | Via con me             | Paolo Conte            |              |              |              |              | 5/8   |
| Philippe    | Rock Your Body         | Justin Timberlake      |              |              |              |              | 5/8   |
| Flo         | Éteins la lumière      | Axel Bauer             |              |              |              |              | 3/8   |
| Flo         | Don't Stop Me Now      | Queen                  |              |              |              |              | 3/8   |
| Sophie-Tith | Where Is My Mind ?     | Pixies                 |              |              |              |              | 7/8   |
| Sophie-Tith | Golden Baby            | Cœur de pirate         |              |              |              |              | 7/8   |
| Florian     | Sans contrefaçon       | Mylène Farmer          |              |              |              |              | 5/8   |
| Florian     | Diamonds / Born to Die | Rihanna / Lana Del Rey |              |              |              |              | 5/8   |

Chansons collectives
- The Beatles, Twist And Shout : les 5 candidats[réf. souhaitée]
- Jean-Luc Lahaye, Femme que j'aime : Julie • Sophie-Tith
- Lio, Amoureux solitaires : Flo • Florian • Philippe

État de la compétition
- Qualifiés : Florian • Sophie-Tith • Philippe • Flo
- Éliminée : Julie

L'élimination de Julie suscite de nombreuses réactions sur les réseaux sociaux, de la part de journalistes et de chanteuses comme Rose ou encore Inna Modja.

### Primeno5- 12 février 2013: Quart de finale
| Candidat    | Chanson                            | Interprète original                   | Vote du jury | Vote du jury | Vote du jury | Vote du jury | Total |
| ----------- | ---------------------------------- | ------------------------------------- | ------------ | ------------ | ------------ | ------------ | ----- |
| Candidat    | Chanson                            | Interprète original                   | Sinclair     | Maurane      | Bas          | Manoukian    | Total |
| Flo         | Party Rock Anthem                  | LMFAO feat. Lauren Bennett & GoonRock |              |              |              |              | 3/8   |
| Flo         | Jeune et con                       | Damien Saez                           |              |              |              |              | 3/8   |
| Philippe    | J'aime les filles                  | Jacques Dutronc                       |              |              |              |              | 7/8   |
| Philippe    | Lonely Boy                         | The Black Keys                        |              |              |              |              | 7/8   |
| Florian     | That look you give that guy        | Eels                                  |              |              |              |              | 6/8   |
| Florian     | Tombé pour la France               | Étienne Daho                          |              |              |              |              | 6/8   |
| Sophie-Tith | Elle panique                       | Olivia Ruiz                           |              |              |              |              | 8/8   |
| Sophie-Tith | Sorry Seems to Be the Hardest Word | Elton John                            |              |              |              |              | 8/8   |

Chansons collectives
- Breakbot feat. Irfane, Baby I'm yours :  les 4 candidats
- Gotye feat. Kimbra, Somebody That I Used to Know : Flo • Sophie-Tith
- Indochine, L'Aventurier : Philippe • Florian

État de la compétition
- Qualifiés : Sophie-Tith • Florian • Philippe
- Éliminé :  Flo

Pour la première fois depuis le début de cette nouvelle saison, les 4 membres du jury se sont levés pour applaudir un candidat. Sophie-Tith a été ovationnée après sa prestation sur la chanson Sorry Seems to Be the Hardest Word.

### Primeno6- 19 février 2013: Demi-finale
| Candidat    | Chanson                 | Interprète original    | Vote du jury | Vote du jury | Vote du jury | Vote du jury | Total |
| ----------- | ----------------------- | ---------------------- | ------------ | ------------ | ------------ | ------------ | ----- |
| Candidat    | Chanson                 | Interprète original    | Sinclair     | Maurane      | Bas          | Manoukian    | Total |
| Florian     | Titanium                | David Guetta feat. Sia |              |              |              |              | 11/12 |
| Florian     | La chanson de Prévert   | Serge Gainsbourg       |              |              |              |              | 11/12 |
| Florian     | Nights in White Satin   | Moody Blues            |              |              |              |              | 11/12 |
| Philippe    | Tears In Heaven         | Eric Clapton           |              |              |              |              | 07/12 |
| Philippe    | Purple Haze             | Jimi Hendrix           |              |              |              |              | 07/12 |
| Philippe    | Pauvres Diables         | Julio Iglesias         |              |              |              |              | 07/12 |
| Sophie-Tith | Comment te dire adieu ? | Françoise Hardy        |              |              |              |              | 11/12 |
| Sophie-Tith | The A Team              | Ed Sheeran             |              |              |              |              | 11/12 |
| Sophie-Tith | Come Together           | The Beatles            |              |              |              |              | 11/12 |

Chansons collectives
- Skip the Use, Ghost :  Les 3 candidats

État de la compétition
- Qualifiés : Sophie-Tith • Florian
- Éliminé :  Philippe

Pour la deuxième fois de la saison, Sophie-Tith a bénéficié d'une standing ovation après sa performance sur la chanson Come Together.
Maurane s'est également levée pour applaudir Florian à l'issue de son interprétation de La Chanson de Prévert.

### Primeno7- 26 février 2013: Finale
| Candidat    | Chanson          | Interprète original | Vote du jury | Vote du jury | Vote du jury | Vote du jury | Total |
| ----------- | ---------------- | ------------------- | ------------ | ------------ | ------------ | ------------ | ----- |
| Candidat    | Chanson          | Interprète original | Sinclair     | Maurane      | Bas          | Manoukian    | Total |
| Florian     | Paradise         | Coldplay            |              |              |              |              | 16/16 |
| Florian     | Cry Me a River   | Justin Timberlake   |              |              |              |              | 16/16 |
| Florian     | Iron             | Woodkid             |              |              |              |              | 16/16 |
| Florian     | Un homme heureux | William Sheller     |              |              |              |              | 16/16 |
| Sophie-Tith | La nuit je mens  | Alain Bashung       |              |              |              |              | 16/16 |
| Sophie-Tith | Mad World        | Tears for Fears     |              |              |              |              | 16/16 |
| Sophie-Tith | Firework         | Katy Perry          |              |              |              |              | 16/16 |
| Sophie-Tith | Life on Mars?    | David Bowie         |              |              |              |              | 16/16 |

Chansons collectives
- Eye of the Tiger de Survivor (chanson collective des 10 candidats de la saison)
- Someone Like You d'Adele : les 2 finalistes avec Maurane et André Manoukian (au piano)
- Armstrong de Claude Nougaro : Maurane
- Sunny de Boney M. : Christophe Willem

État de la compétition
- Vainqueur : Sophie-Tith
- Finaliste :  Florian

## Faits marquants
- Dans la nuit du 31 décembre 2012, une erreur a été remarquée par quelques téléspectateurs : la régie a diffusé les mauvais épisodes et a dévoilé les 2 épisodes du théâtre, qui n'avaient pas encore été diffusés sur la chaîne. L'erreur a été remarquée avant la fin du 2e épisode qui a été suspendu.
- Le public a fait part de son grand mécontentement, par le biais de Twitter quant aux évictions de Myriame et Charles-Henry avant les prime-times en direct. Il en a été de même à la suite de l’élimination de Julie à la fin du prime-time du 5 février 2013, Julie étant donnée favorite par beaucoup d'émissions comme Vous êtes en direct sur NRJ 12 ou Touche pas à mon poste ! sur D8, pour la première fois dans la Nouvelle Star, une finale féminine (Julie/Sophie-Tith) pouvait être espérée[40]. André Manoukian fera d'ailleurs plus tard l'aveu que son trio final rêvé était Sophie-Tith/Julie/Paul.
- L'animateur de l'émission, Cyril Hanouna a critiqué la programmation de l'émission, jugeant qu'il manquait de titres populaires[41].
- Une semaine après la finale, une émission spéciale a eu lieu nommée Touche pas à ma Nouvelle Star !, présentée par Cyril Hanouna accompagné des chroniqueurs de Touche pas à mon poste ! mais aussi des 10 candidats et de certains éliminés aux épreuves du théâtre comme Clément (qui avait grandement touché Maurane), Nelsha (travesti inspiré par le monde des mangas) ou encore Colomba (buzz sur le net avec sa chanson Air Pur).

## Audiences

### En France (D8)
| Épisode | Date de diffusion                          | Audience moyenne          | Audience moyenne | Référence         |
| Épisode | Date de diffusion                          | Nombre de téléspectateurs | PDM              | Référence         |
| ------- | ------------------------------------------ | ------------------------- | ---------------- | ----------------- |
| 1       | Mardi 11 décembre 2012 (Casting Marseille) | 1 486 000                 | 5,7 %            | [ a 1 ]           |
| 2       | Mardi 18 décembre 2012 (Casting Lyon)      | 1 243 000                 | 4,6 %            | [ a 2 ]           |
| 3       | Mardi 25 décembre 2012 (Casting Paris)     | 1 259 000                 | 6 %              | [ a 3 ]           |
| 4       | Mardi 1er janvier 2013 (Théâtre jour 1)    | 1 735 000                 | 7 %              | [ a 4 ]           |
| 5       | Mardi 8 janvier 2013 (Théâtre jour 2)      | 1 817 000                 | 7,3 %            |                   |
| 6       | Mardi 15 janvier 2013 (Prime 1)            | 1 940 000                 | 8,3 %            | [ a 5 ]           |
| 7       | Mardi 22 janvier 2013 (Prime 2)            | 1 797 000                 | 7,8 %            | [réf. nécessaire] |
| 8       | Mardi 29 janvier 2013 (Prime 3)            | 1 764 000                 | 7,5 %            | [ a 6 ]           |
| 9       | Mardi 5 février 2013 (Prime 4)             | 1 801 000                 | 8,0 %            | [ a 7 ]           |
| 10      | Mardi 12 février 2013 (Quart de finale)    | 1 642 000                 | 6,9 %            | [réf. nécessaire] |
| 11      | Mardi 19 février 2013 (Demi-finale)        | 1 629 000                 | 7,4 %            | [réf. nécessaire] |
| 12      | Mardi 26 février 2013 (Finale)             | 1 805 000                 | 8,0 %            | [réf. nécessaire] |

Légende :
- Les plus hauts chiffres d'audience
- Les plus bas chiffres d'audience

Lors de la dernière demi-heure de la finale, l'audience de D8 la classe première chaîne nationale, avec un pic à 2 337 000 spectateurs à 23h38, pour l'annonce du gagnant. C'est la première fois qu'un programme de la TNT passe leader toutes chaînes confondues.

### En Belgique (Plug RTL)
| Épisode | Date de diffusion                             | Audience moyenne          | Audience moyenne | Référence         |
| Épisode | Date de diffusion                             | Nombre de téléspectateurs | PDM              | Référence         |
| ------- | --------------------------------------------- | ------------------------- | ---------------- | ----------------- |
| 1       | Mercredi 12 décembre 2012 (Casting Marseille) | 178 900                   | 10 %             | [réf. nécessaire] |
| 2       | Mercredi 19 décembre 2012 (Casting Lyon)      | 133 200                   | 7,6 %            | [réf. nécessaire] |
| 3       | Mercredi 26 décembre 2012 (Casting Paris)     | 181 800                   | 9,3 %            | [réf. nécessaire] |
| 4       | Mardi 1er janvier 2013 (Théâtre jour 1)       | 185 200                   | 9,8 %            | [réf. nécessaire] |
| 5       | Mardi 8 janvier 2013 (Théâtre jour 2)         | 172 900                   | 9,6 %            | [réf. nécessaire] |
| 6       | Mardi 15 janvier 2013 (Prime 1)               | 172 400                   | 11,7 %           | [réf. nécessaire] |
| 7       | Mardi 22 janvier 2013 (Prime 2)               | 94 000                    | 6,2 %            | [réf. nécessaire] |
| 8       | Mardi 29 janvier 2013 (Prime 3)               | NC                        | NC               | [réf. nécessaire] |
| 9       | Mardi 5 février 2013 (Prime 4)                | 97 000                    | 6,4 %            | [réf. nécessaire] |
| 10      | Mardi 12 février 2013 (Quart de Finale)       | 79 000                    | 4,9 %            | [réf. nécessaire] |
| 11      | Mardi 19 février 2013 (Demi-Finale)           | 96 400                    | 6,7 %            | [réf. nécessaire] |
| 12      | Mardi 26 février 2013 (Finale)                | 130 000                   | 8,8 %            | [réf. nécessaire] |

Légende :
- Les plus hauts chiffres d'audience
- Les plus bas chiffres d'audience

Diffusé en Belgique sur Plug RTL.
Les auditions et le théâtre ont été diffusés les mercredis.
Les primes sont diffusés le mardi en même temps que sur D8 (à partir du deuxième prime, l'émission fait face à The Voice Belgique).

### Audiences
1. ↑  Audiences, ozap.com
2. ↑  Audiences, ozap.com.
3. ↑  Audiences, ozap.com.
4. ↑  Audiences, ozap.com.
5. ↑  Audiences, ozap.com.
6. ↑  Audiences, ozap.com.
7. ↑  Audiences, ozap.com.
8. ↑  Audiences : excellent bilan pour le retour de Nouvelle Star sur D8, ozap.com, 27 février 2013